# Charity Kase (drag queen)
Charity Kase és el nom artístic d'Harry Whitfield, un intèrpret drag conegut per competir en la tercera temporada de RuPaul's Drag Race UK.

## Primers anys de vida
Whitfield es va criar a Rufford, Lancashire. De petit li agradava el disseny i el maquillatge. Durant la seva adolescència, va explorar la seva creativitat vestint-se a Liverpool i Manchester.

## Carrera
Charity Kase ha treballat al club de Londres The Box, a partir del 2018.
Charity Kase ha competit a la tercera temporada de RuPaul's Drag Race UK. El 2021, Harvey Day de la BBC va dir que estava "fermament establerta com una de les drag queens més avantguardistes de l'est de Londres, amb centenars de milers de seguidors a Instagram". Segons Day, "Charity és coneguda pel seu aspecte extravagant, escandalós i exagerat". Charity Kase es va associar amb Wildcat Gin el 2021 per promoure un nou sabor de ginebra.

## Vida personal
Charity Kase és una "filla drag" de Raja, que va guanyar la tercera temporada de RuPaul's Drag Race als Estats Units. Durant el seu temps a Drag Race UK, Charity Kase es va convertir en la tercera concursant de la història de Drag Race, i la primera de Drag Race UK, a revelar que vivia amb el VIH, després d'Ongina i Trinity K. Bonet.
Whitfield té la seu a Londres.

## Televisió
- RuPaul's Drag Race UK (temporada 3)